# Blitz (hudební skupina)
Blitz byla street punková kapela pocházející z New Mills v Anglii. Mezi členy patřili jak pankáči, tak skinheadi. Přestože se jejich hudba často pokládá za velmi vlivné Oi!, kapela sama sebe popisuje jako kapelu punkovou. Působila v letech 1980–2007. Sestava kapely se mnohokrát měnila. Jediný původní člen, který v kapele setrval, byl kytarista Nidge Miller. Toho však 10. února 2007 v Austinu v Texasu srazilo auto a jeho smrt tak znamenala konec kapely.

## Diskografie

### Alba
- Voice of a Generation (1982)
- Second Empire Justice (1983)
- Blitzed - An All Out Attack (1988)

- The Killing Dream (1989)
- Best of Blitz (1993)
- Blitz Hits (1994)
- The Complete Blitz Singles Collection (1999)
- Voice of a Generation: The No Future Years (2000)
- Punk Singles & Rarities 1980-83 (2001)
- Never Surrender (Best Of) (2005)

### EP
- All Out Attack (1981)

### Singly
- Never Surrender / Razors in the Night (1982)
- Warriors (1982)
- New Age / Fatigue (1983)
- Solar / Husk (1983)
- Telecommunications / Teletron (1983)

### Objevují se v kompilacích
- Carry on Oi (1981)
- Punk And Disorderly-Someone's Gonna Die (1982)
- Seeds IV Punk (1987)
- The Crazy World of Punk (1996)
- Oi! Chartbusters Vol 1-2-3-4